# Rozhledna Ládví
Rozhledna Ládví u Kamenice stojí na úpatí vrchu Vlková, asi 300 m od rozcestníku modré turistické značky ve vsi Ládeves a 100 m od vesnice Ládví. Je tvořena ocelovým tubusem se spirálovým schodištěm s vyhlídkovou plošinou ve 25 m. Výhled západním směrem je omezen zalesněným vrcholem Vlkové patřící geomorfologicky k Benešovské pahorkatině.

## Výhled

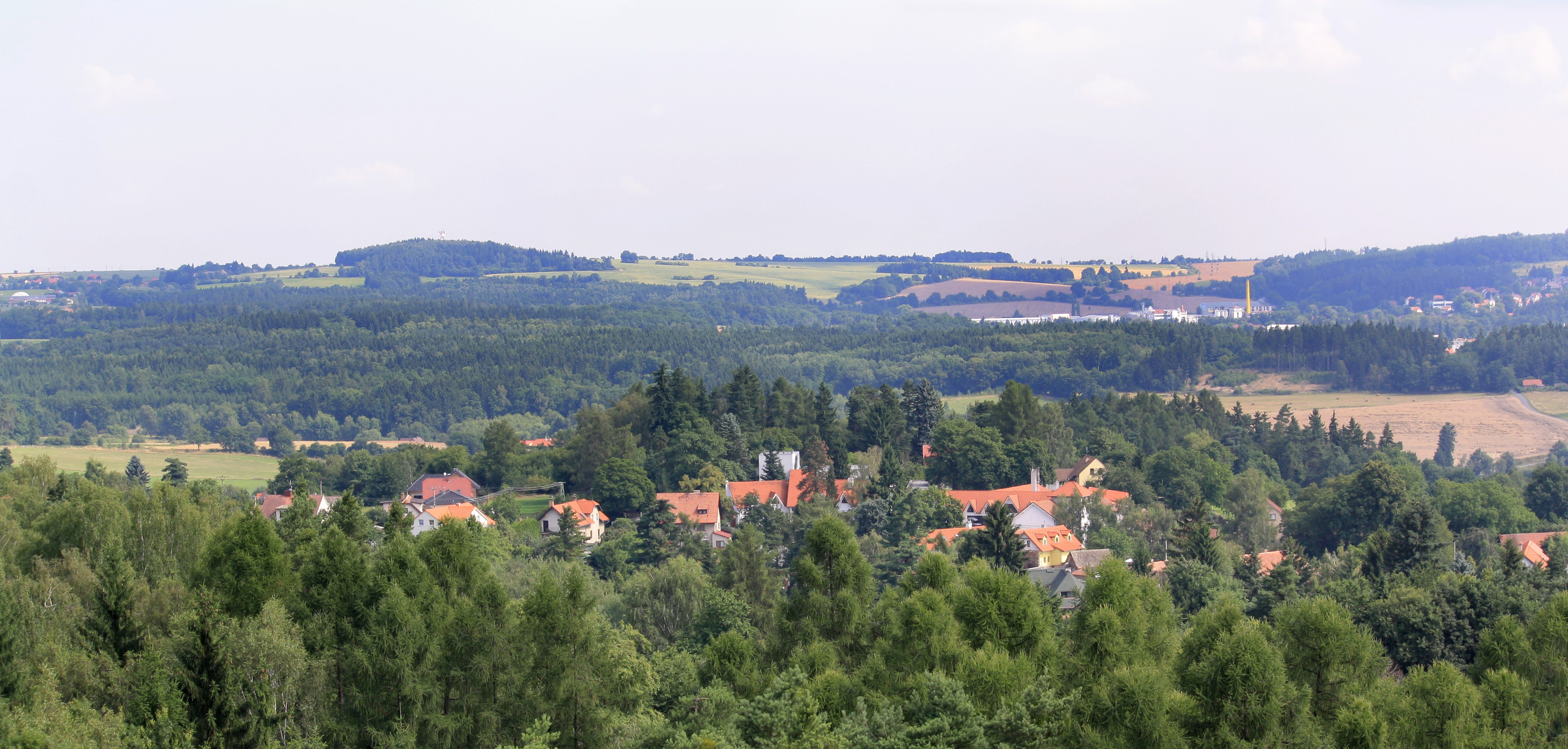
Pohled severním směrem na Ládví, část Kamenice (vpředu). Vzadu komín pivovaru ve Velkých Popovicích.

Z rozhledny je výhled především severním, východním a jižním směrem; pohled k západu brání vrchol Vlkové. Od severu je vidět Křížkový Újezdec (Praha je až za horizontem), na východě kostel sv. Klimenta nad obcí Lštění, na jihovýchodě jsou patrné kopce okolo Benešova.

## Přístup
Rozhledna je přístupná pěšky i autem ze vsi Ládví po silnici směrem na Ládeves. Od zastávky autobusů PID „Kamenice, Ládví“ je vzdálena 1 km. Je otevřena denně za příznivého počasí. Vstup na ni je zdarma.
Celková výška kovové věže je 45 metrů. Vyhlídková plošina se nachází ve výšce 25 metrů a vede k ní 150 schodů po vnějším točitém schodišti. U paty věže je vodárna.

## Historie rozhledny
Rozhledna je součástí vysílače mobilního operátora, původně bez vyhlídkové plošiny. Obec Kamenice si však při schvalování projektu vymínila, aby věž sloužila i jako rozhledna. Stožár věže byl dokončen v roce 2009; rozhledna byla zpřístupněna o 2 roky později.

## Další fotografie

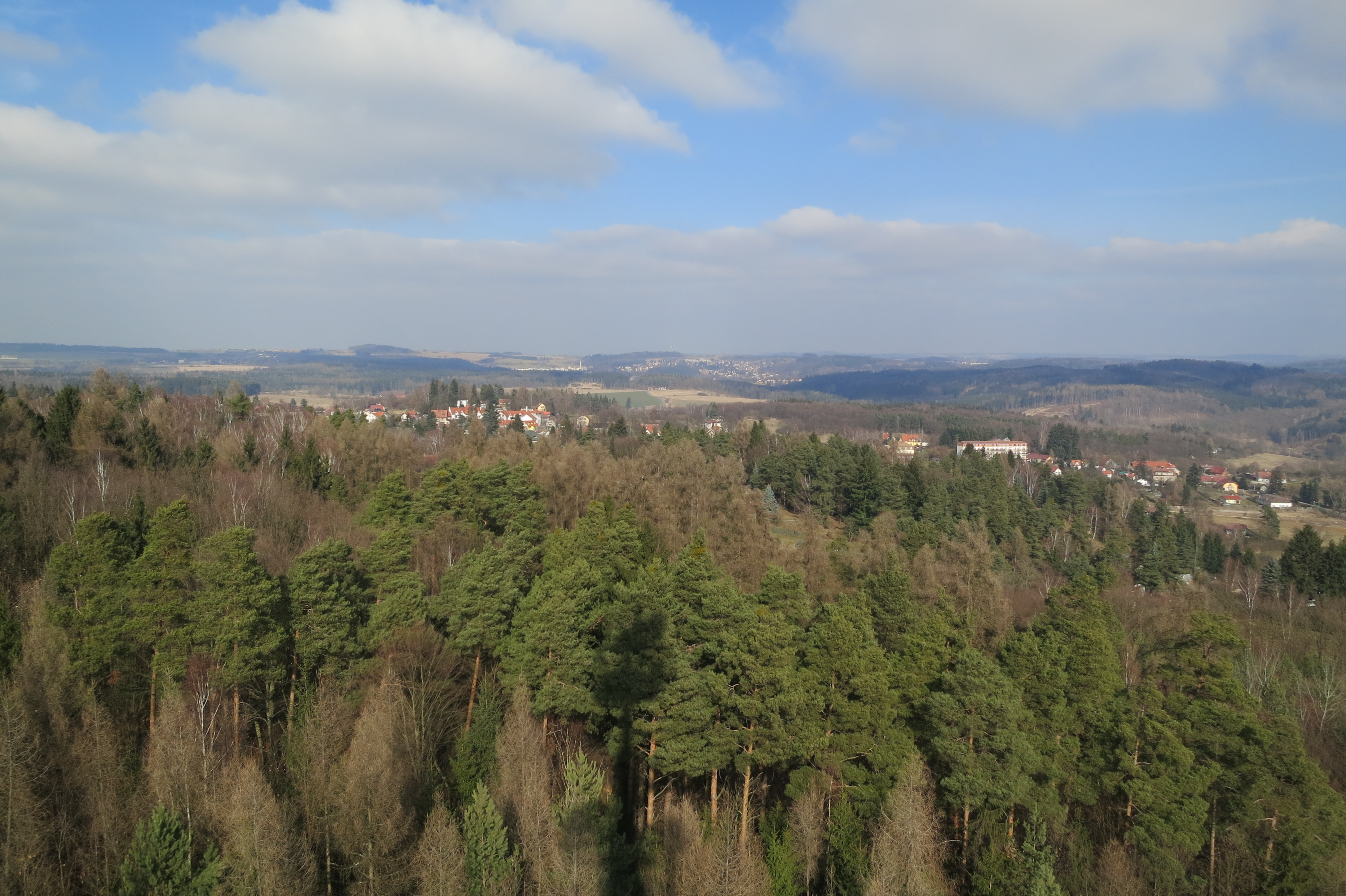
Pohled z rozhledny západním směrem
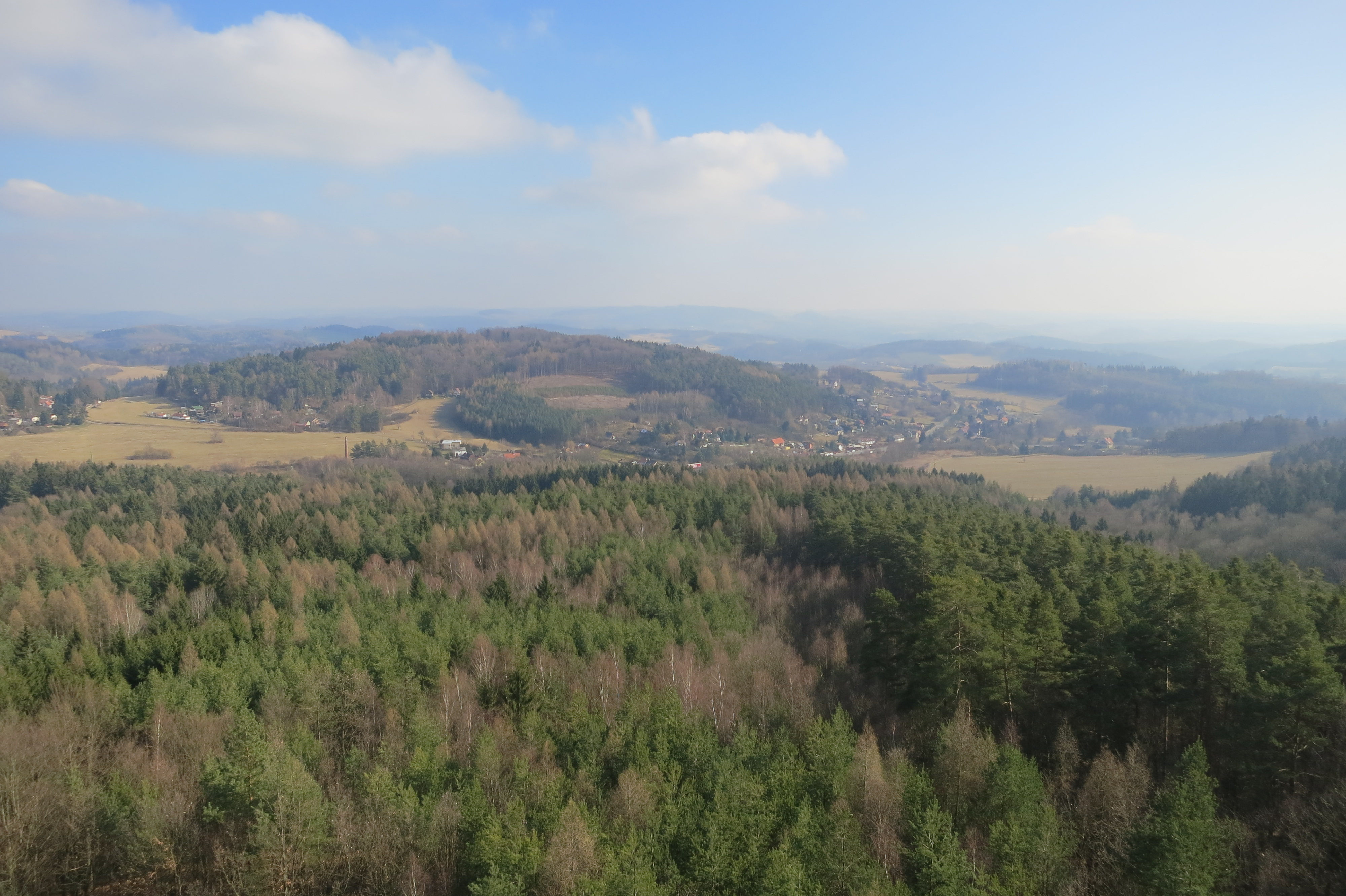
Pohled k východu
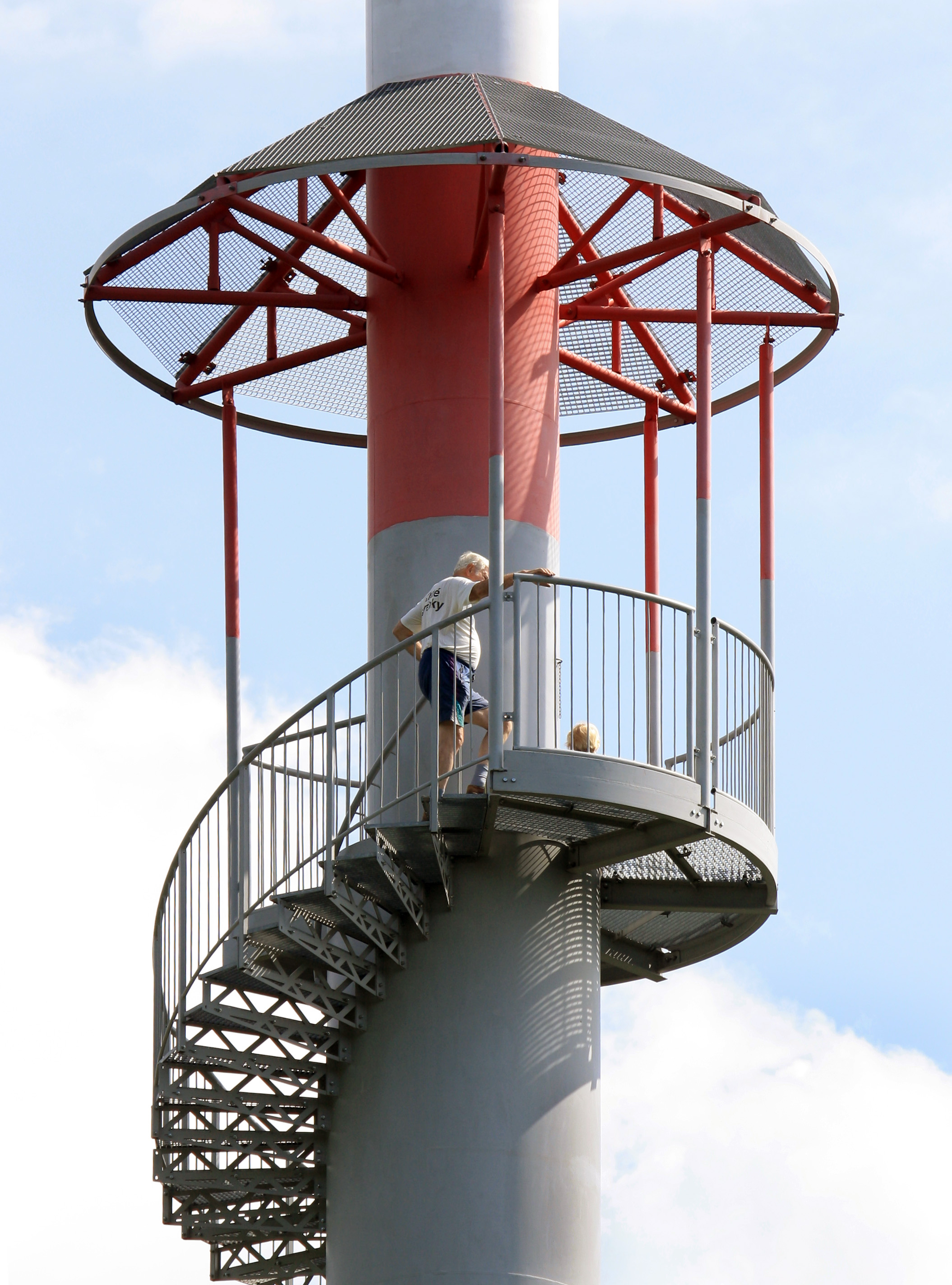
Vyhlídková plošina